# Верховское (Винницкая область)
Верховское (укр. Верхівське) — посёлок, входит в Тростянецкий район Винницкой области Украины.
Население по переписи 2001 года составляло 36 человек. Почтовый индекс — 24350. Телефонный код — 4343. Занимает площадь 1 км². Код КОАТУУ — 524180802.

## Местный совет
Винницкая обл., Тростянецкий район, с. Верховка, ул. Комсомольская, 50